# Геймвелл (Північна Кароліна)
Геймвелл (англ. Gamewell) — місто (англ. town) в США, в окрузі Колдвелл штату Північна Кароліна. Населення — 3702 особи (2020).

## Географія
Геймвелл розташований за координатами 35°51′49″ пн. ш. 81°35′53″ зх. д. / 35.86361° пн. ш. 81.59806° зх. д. (35.863731, -81.597933).  За даними Бюро перепису населення США в 2010 році місто мало площу 21,02 км², уся площа — суходіл.

## Демографія
Згідно з переписом 2010 року, у місті мешкала 4051 особа в 1616 домогосподарствах у складі 1179 родин. Густота населення становила 193 особи/км².  Було 1786 помешкань (85/км²).
Расовий склад населення:
| - 89,5 % — білих - 5,3 % — чорних або афроамериканців - 0,2 % — азіатів - 3,1 % — осіб інших рас |

До двох чи більше рас належало 1,8 %. Частка іспаномовних становила 4,5 % від усіх жителів.
За віковим діапазоном населення розподілялося таким чином: 22,4 % — особи молодші 18 років, 62,2 % — особи у віці 18—64 років, 15,4 % — особи у віці 65 років та старші. Медіана віку мешканця становила 41,5 року. На 100 осіб жіночої статі у місті припадало 99,5 чоловіків;  на 100 жінок у віці від 18 років та старших — 96,0 чоловіків також старших 18 років.
Середній дохід на одне домашнє господарство  становив 43 031 долар США (медіана — 35 979), а середній дохід на одну сім'ю — 47 655 доларів (медіана — 38 097). За межею бідності перебувало 17,8 % осіб, у тому числі 20,1 % дітей у віці до 18 років та 11,0 % осіб у віці 65 років та старших.
Цивільне працевлаштоване населення становило 1719 осіб. Основні галузі зайнятості: виробництво — 31,1 %, освіта, охорона здоров'я та соціальна допомога — 24,1 %, роздрібна торгівля — 13,8 %, будівництво — 6,5 %.